# Energijski tok
Energíjski tók (oznaka P) je fizikalna količina, ki pove, koliko energije preteče v časovni enoti skozi dano ploskev. Celotni energijski tok skozi zaključeno ploskev je enak moči sevalca. Zgleda energijskega toka sta svetlobni tok in toplotni tok.
Kot energijski tok na enoto površine je določena gostota energijskega toka.
Mednarodni sistem enot določa za merjenje energijskega toka enoto watt.